# Stazione di Paderno Dugnano
La stazione di Paderno Dugnano è una fermata situata lungo la linea Milano-Asso e ubicata nel comune di Paderno Dugnano. È gestita da Ferrovienord.

## Strutture e impianti
Il piazzale è provvisto di due binari passanti. Il primo, adiacente al fabbricato viaggiatori, è utilizzato per i servizi verso Milano, mentre il binario secondo è utilizzato per i servizi verso Seveso.
È presente, lato Milano, un binario tronco per il ricovero di mezzi d'opera.

## Movimento
L'infrastruttura è servita dalle linee S2 e S4 del servizio ferroviario suburbano di Milano.

## Servizi
- Biglietteria self-service